# Hôpital Bicêtre

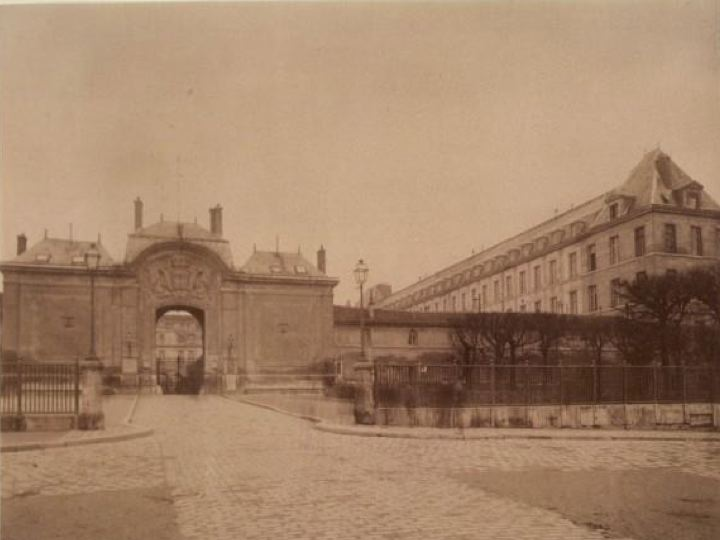
Entrén till Hôpital Bicêtre. Fotografi från 1901.

Hôpital Bicêtre är ett universitetssjukhus, beläget i kommunen Le Kremlin-Bicêtre i Frankrike. Under årens gång har byggnaden bland annat använts som fängelse och mentalsjukhus. Psykiatrerna Philippe Pinel och Jean-Baptiste Pussin var verksamma vid Hôpital Bicêtre.
Ursprungligen var byggnaden ett hem för föräldralösa barn, invigt 1642 med hjälp av Vincent de Paul. Det inkorporerades i Hôpital Général de Paris 1656. Det fungerade sedan som ett fängelse och sjukhus för manliga fångar och psykiskt sjuka under namnet Asylum de Bicêtre. År 1781 kallades det värre än Bastiljen. Det hette Hospice de la Vieillesse Hommes 1832-1885. 